# Däniken
Däniken is een gemeente en plaats in het Zwitserse kanton Solothurn . Het maakt deel uit van het district Olten en het telt bijna 2800 inwoners.

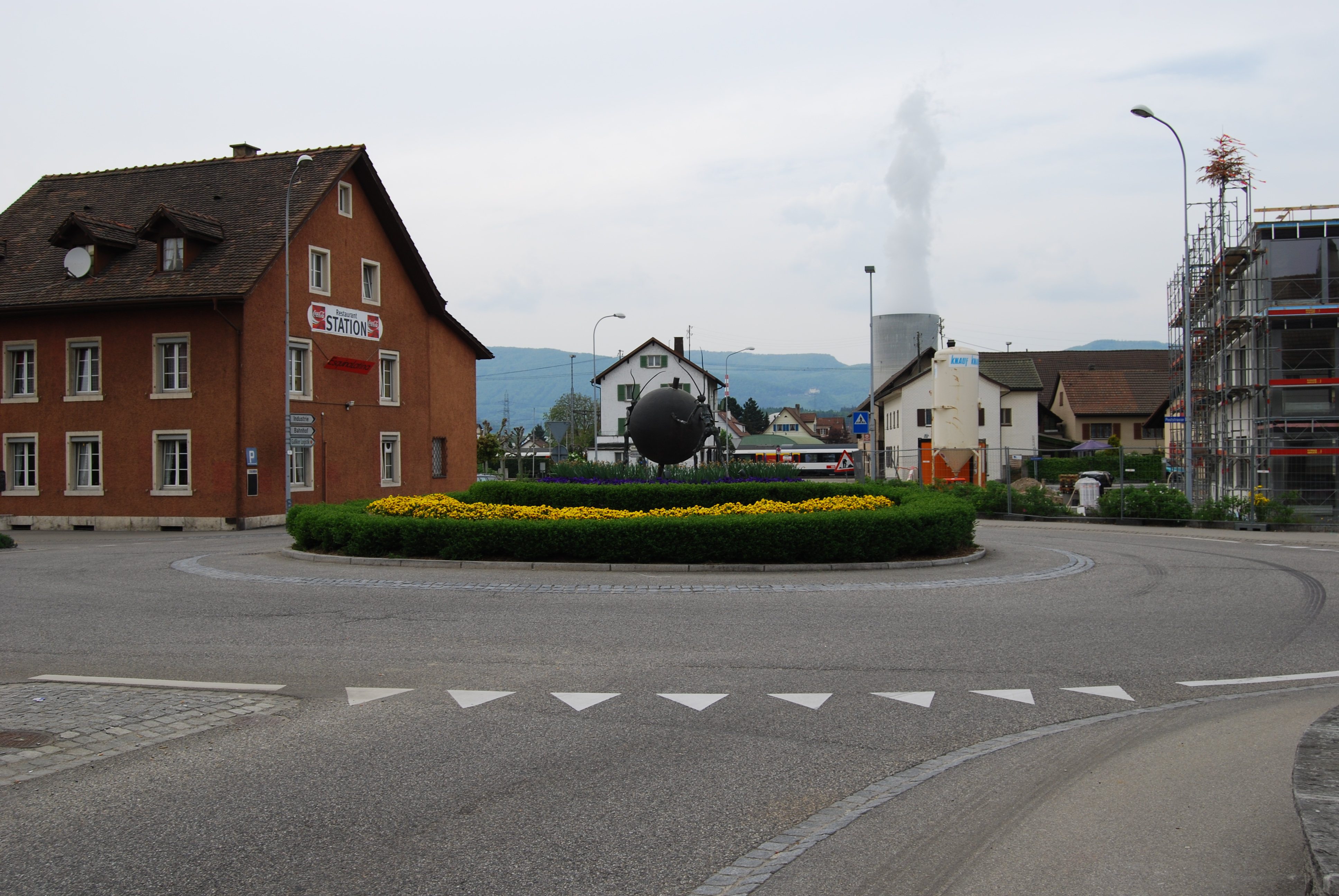
Däniken

## Gevestigd in Däniken
- Kerncentrale Gösgen (1979)[1]